# Sport- und Schwimmverein Jahn 2000 Regensburg 2011-2012
Questa voce raccoglie le informazioni riguardanti lo Sport- und Schwimmverein Jahn 2000 Regensburg nelle competizioni ufficiali della stagione 2011-2012.

## Stagione
Nella stagione 2011-2012 il Jahn Regensburg, allenato da Markus Weinzierl, concluse il campionato di 3. Liga al 3º posto, vinse i play-off con il Karlsruhe e fu promosso in 2. Bundesliga. In Coppa di Germania il Jahn Regensburg fu eliminato al primo turno dal Borussia M'gladbach.

## Rosa
| N. |                                 | Ruolo | Calciatore            |
| -- | ------------------------------- | ----- | --------------------- |
| 1  | Germania (bandiera)             | P     | Michael Hofmann       |
| 2  | Germania (bandiera)             | D     | Stefan Binder         |
| 3  | Romania (bandiera)              | D     | Ronny Philp           |
| 4  | Germania (bandiera)             | C     | Yusuf Kasal           |
| 5  | Bosnia ed Erzegovina (bandiera) | D     | Mersad Selimbegović   |
| 6  | Germania (bandiera)             | D     | André Laurito         |
| 7  | Germania (bandiera)             | A     | Tobias Schweinsteiger |
| 8  | Germania (bandiera)             | C     | Tobias Schlauderer    |
| 9  | Germania (bandiera)             | A     | Sebastian Hofmann     |
| 10 | Turchia (bandiera)              | C     | Mahmut Temür          |
| 11 | Germania (bandiera)             | A     | Michael Klauß         |
| 12 | Turchia (bandiera)              | C     | Selçuk Alibaz         |
| 13 | Germania (bandiera)             | C     | Jim-Patrick Müller    |
| 14 | Germania (bandiera)             | A     | Thiemo-Jérôme Kialka  |
| 17 | Germania (bandiera)             | D     | Oliver Hein           |
| 20 | Francia (bandiera)              | C     | Romain Dedola         |

| N. |                     | Ruolo | Calciatore           |
| -- | ------------------- | ----- | -------------------- |
| 21 | Germania (bandiera) | C     | Thomas Kurz          |
| 22 | Germania (bandiera) | D     | Mario Neunaber       |
| 23 | Germania (bandiera) | C     | Martin Zurawsky      |
| 24 | Germania (bandiera) | D     | Tim Erfen            |
| 25 | Germania (bandiera) | C     | Markus Smarzoch      |
| 28 | Germania (bandiera) | D     | Sebastian Nachreiner |
| 29 | Germania (bandiera) | C     | Christian Bickel     |
| 31 | Germania (bandiera) | D     | Christoph Schwander  |
| 32 | Germania (bandiera) | A     | Benedikt Schmid      |
| 33 | Germania (bandiera) | P     | Patrick Wiegers      |
| 35 | Romania (bandiera)  | A     | Ruben Popa           |
| 36 | Germania (bandiera) | A     | Jürgen Schmid        |
| 37 | Germania (bandiera) | P     | Armin Pillmeier      |
| 38 | Germania (bandiera) | D     | Philipp Ziereis      |
|    | Germania (bandiera) | P     | Björn Bussmann       |

## Organigramma societario
Area tecnica
- Allenatore: Michael Köllner, Markus Weinzierl
- Allenatore in seconda: Wolfgang Beller, Harald Gfreiter
- Preparatore dei portieri: Stephan Graßl, Gerald Huber
- Preparatori atletici: Thomas Barth

## Calciomercato

### Sessione estiva
| Acquisti | Acquisti           | Acquisti          | Acquisti |
| R.       | Nome               | da                | Modalità |
| -------- | ------------------ | ----------------- | -------- |
| C        | Thomas Kurz        | Bayern Monaco II  |          |
| A        | Sebastian Hofmann  | Ingolstadt 04     |          |
| C        | Jim-Patrick Müller | Greuther Fürth II |          |
| D        | Mario Neunaber     | Hessen Kassel     |          |
| D        | Ronny Philp        | Greuther Fürth II |          |

| Cessioni | Cessioni            | Cessioni         | Cessioni |
| R.       | Nome                | a                | Modalità |
| -------- | ------------------- | ---------------- | -------- |
| A        | Andrès Formento     | Deportes Quindío |          |
| C        | Bashiru Gambo       | VfR Mannheim     |          |
| C        | Marco Haller        | Aalen            |          |
| A        | Christoph Hegenbart | Weiden           |          |
| D        | Florian Hörnig      | Chemnitz         |          |
| C        | Stefan Jarosch      | BC Aichach       |          |
| D        | Cihan Kaptan        | Sancaktepe       |          |
| P        | Kenneth Kronholm    | VfR Mannheim     |          |
| D        | Alexander Maul      | Carl Zeiss Jena  |          |
| A        | Ismail Morina       | Bahlinger SC     |          |

### Sessione invernale
| Acquisti | Acquisti             | Acquisti      | Acquisti |
| R.       | Nome                 | da            | Modalità |
| -------- | -------------------- | ------------- | -------- |
| C        | Christian Bickel     | Friburgo      |          |
| A        | Thiemo-Jérôme Kialka | Colonia       |          |
| C        | Romain Dedola        | Ingolstadt 04 |          |

| Cessioni | Cessioni | Cessioni | Cessioni |
| R.       | Nome     | a        | Modalità |
| -------- | -------- | -------- | -------- |

## Risultati

### 3. Liga

#### Girone di andata
| Arbitro: | Dankert |

|             |           |               |
| Laurito 78’ | Marcatori | 25’ Kauffmann |

| Arbitro: | Helwig |

|                 |           |                                              |
| Kroos 8’ (rig.) | Marcatori | 28’ Müller 30’, 80’ Schweinsteiger 46’ Klauß |

| Arbitro: | Sönder |

|                                     |           |  |
| Klauß 15’ Schweinsteiger 61’ (rig.) | Marcatori |  |

| Arbitro: | Rohde |

|  |           |            |
|  | Marcatori | 3’ Laurito |

| Arbitro: | Gerach |

|                                                    |           |  |
| Müller 7’ Klauß 21’, 61’ Schweinsteiger 81’ (rig.) | Marcatori |  |

| Arbitro: | Steuer |

|         |           |                           |
| Wölk 1’ | Marcatori | 71’ (rig.) Schweinsteiger |

| Arbitro: | Petersen |

|                              |           |                           |
| Temür 23’ Schweinsteiger 31’ | Marcatori | 19’ Hornig 42’ Rzatkowski |

| Arbitro: | Metzen |

|            |           |                       |
| Janjić 19’ | Marcatori | 57’ Hein 65’ Neunaber |

| Arbitro: | Bandurski |

|                      |           |                    |
| Ulm 68’ Pischorn 78’ | Marcatori | 87’ Schweinsteiger |

| Arbitro: | Siebert |

|                   |           |                                         |
| Kurz 4’ Klauß 13’ | Marcatori | 34’ Bertram 45’ (rig.) Pfingsten-Reddig |

| Arbitro: | Willenborg |

|               |           |                    |
| Omodiagbe 45’ | Marcatori | 72’ Schweinsteiger |

| Arbitro: | Zwayer |

|                                                   |           |           |
| Schweinsteiger 36’ (rig.), 57’ Klauß 66’ Kurz 74’ | Marcatori | 30’ Kruse |

| Arbitro: | Wingenbach |

|                             |           |  |
| Güvenışık 52’ Ornatelli 90’ | Marcatori |  |

| Arbitro: | Kunzmann |

|           |           |             |
| Temür 13’ | Marcatori | 20’ Frommer |

| Arbitro: | Rafati |

|                              |           |            |
| Mehic 21’ (rig.), 85’ (rig.) | Marcatori | 11’ Müller |

| Arbitro: | Göpferich |

|                                      |           |  |
| Schweinsteiger 42’ (rig.) Alibaz 86’ | Marcatori |  |

| Arbitro: | Siebert |

|  |           |                                                   |
|  | Marcatori | 30’ Philp 57’ (aut.) Wachsmuth 80’ Schweinsteiger |

| Ratisbona 26 novembre 2011, ore 14:00 CET 18ª giornata | Jahn Ratisbona | 0 – 0 referto | RW Oberhausen | Jahnstadion (3 321 spett.)\| Arbitro: \| Gerach \| |
| Arbitro:                                               | Gerach         |               |               |                                                    |

| Arbitro: | Stegemann |

|  |           |           |
|  | Marcatori | 90’ Klauß |

#### Girone di ritorno
| Potsdam 16 dicembre 2011, ore 19:00 CET 21ª giornata | Babelsberg | 0 – 0 referto | Jahn Ratisbona | Stadio Karl Liebknecht (1 551 spett.)\| Arbitro: \| Alt \| |
| Arbitro:                                             | Alt        |               |                |                                                            |

| Arbitro: | Blos |

|                                  |           |                             |
| Müller 1’ Alibaz 63’ Laurito 83’ | Marcatori | 45’ Wegner 90’ (rig.) Kroos |

| Arbitro: | Thomsen |

|            |           |  |
| Röcker 71’ | Marcatori |  |

| Arbitro: | Christ |

|  |           |                                                   |
|  | Marcatori | 32’ (aut.) Neunaber 53’ Mauersberger 61’ Kachunga |

| Arbitro: | Weiner |

|                     |           |           |
| Kister 65’ Weiß 81’ | Marcatori | 24’ Temür |

| Arbitro: | Petersen |

|                        |           |         |
| Laurito 51’ Alibaz 70’ | Marcatori | 9’ Wölk |

| Arbitro: | Stegemann |

|               |           |          |
| Schönfeld 51’ | Marcatori | 62’ Kurz |

| Arbitro: | Schmickartz |

|               |           |            |
| Kurz 11’, 24’ | Marcatori | 15’ Bieler |

| Arbitro: | Kampka |

|            |           |                |
| Müller 11’ | Marcatori | 40’ (rig.) Ulm |

| Arbitro: | Osmers |

|                         |           |                             |
| Morabit 41’ Drexler 54’ | Marcatori | 44’ Schlauderer 45’ Laurito |

| Arbitro: | Kircher |

|  |           |             |
|  | Marcatori | 46’ Glasner |

| Arbitro: | Dankert |

|              |           |  |
| Stiefler 61’ | Marcatori |  |

| Arbitro: | Aarnink |

|                     |           |            |
| Alibaz 71’ Kurz 86’ | Marcatori | 58’ Riemer |

| Heidenheim an der Brenz 7 aprile 2012, ore 14:00 CEST 33ª giornata | Heidenheim | 0 – 0 referto | Jahn Ratisbona | Voith-Arena (8 400 spett.)\| Arbitro: \| Schriever \| |
| Arbitro:                                                           | Schriever  |               |                |                                                       |

| Arbitro: | Alt |

|                   |           |                              |
| Schweinsteiger 7’ | Marcatori | 19’, 49’ Hayer 84’ Rathgeber |

| Arbitro: | Steinberg |

|                          |           |                         |
| Amachaibou 11’ Thiel 68’ | Marcatori | 10’, 37’ Klauß 61’ Hein |

| Arbitro: | Kempter |

|            |           |  |
| Müller 62’ | Marcatori |  |

| Arbitro: | Blos |

|            |           |                             |
| Jansen 63’ | Marcatori | 71’ Schlauderer 74’ Laurito |

| Arbitro: | Ittrich |

|                    |           |              |
| Schweinsteiger 40’ | Marcatori | 50’ Boskovic |

#### Spareggio promozione-retrocessione
| Arbitro: | Dingert |

|                   |           |          |
| Alibaz 58’ (rig.) | Marcatori | 76’ Groß |

| Arbitro: | Zwayer |

|                             |           |                      |
| Lavrič 32’ Charalampous 56’ | Marcatori | 28’ Hein 66’ Laurito |

### Coppa di Germania
| Arbitro: | Welz |

|                           |           |                                     |
| Schweinsteiger 30’ (rig.) | Marcatori | 14’ Stranzl 23’ Reus 70’ de Camargo |

## Statistiche

### Statistiche di squadra
| Competizione                       | Punti | In casa | In casa | In casa | In casa | In casa | In casa | In trasferta | In trasferta | In trasferta | In trasferta | In trasferta | In trasferta | Totale | Totale | Totale | Totale | Totale | Totale | DR  |
| Competizione                       | Punti | G       | V       | N       | P       | Gf      | Gs      | G            | V            | N            | P            | Gf           | Gs           | G      | V      | N      | P      | Gf     | Gs     | DR  |
| ---------------------------------- | ----- | ------- | ------- | ------- | ------- | ------- | ------- | ------------ | ------------ | ------------ | ------------ | ------------ | ------------ | ------ | ------ | ------ | ------ | ------ | ------ | --- |
| 3. Liga                            | 61    | 19      | 9       | 7       | 3       | 31      | 21      | 19           | 7            | 6            | 6            | 24           | 20           | 38     | 16     | 13     | 9      | 55     | 41     | +14 |
| Spareggio promozione-retrocessione | -     | 1       | 0       | 1       | 0       | 1       | 1       | 1            | 0            | 1            | 0            | 2            | 2            | 2      | 0      | 2      | 0      | 3      | 3      | 0   |
| Coppa di Germania                  | -     | 1       | 0       | 0       | 1       | 1       | 3       | 0            | 0            | 0            | 0            | 0            | 0            | 1      | 0      | 0      | 1      | 1      | 3      | -2  |
| Totale                             | 61    | 21      | 9       | 8       | 4       | 33      | 25      | 20           | 7            | 7            | 6            | 26           | 22           | 41     | 16     | 15     | 10     | 59     | 47     | +12 |

### Andamento in campionato
| Giornata  | 1 | 2 | 3 | 4 | 5 | 6 | 7 | 8 | 9 | 10 | 11 | 12 | 13 | 14 | 15 | 16 | 17 | 18 | 19 | 20 | 21 | 22 | 23 | 24 | 25 | 26 | 27 | 28 | 29 | 30 | 31 | 32 | 33 | 34 | 35 | 36 | 37 | 38 |
| --------- | - | - | - | - | - | - | - | - | - | -- | -- | -- | -- | -- | -- | -- | -- | -- | -- | -- | -- | -- | -- | -- | -- | -- | -- | -- | -- | -- | -- | -- | -- | -- | -- | -- | -- | -- |
| Luogo     | C | T | C | T | C | T | C | T | T | C  | T  | C  | T  | C  | T  | C  | T  | C  | T  | T  | C  | T  | C  | T  | C  | T  | C  | C  | T  | C  | T  | C  | T  | C  | T  | C  | T  | C  |
| Risultato | N | V | V | V | V | N | N | V | P | N  | N  | V  | P  | N  | P  | V  | V  | N  | V  | N  | V  | P  | P  | P  | V  | N  | V  | N  | N  | P  | P  | V  | N  | P  | V  | V  | V  | N  |
| Posizione | 8 | 1 | 1 | 1 | 1 | 1 | 1 | 1 | 1 | 2  | 2  | 1  | 2  | 2  | 2  | 2  | 2  | 2  | 2  | 1  | 1  | 1  | 3  | 3  | 3  | 3  | 3  | 3  | 3  | 3  | 6  | 5  | 5  | 6  | 4  | 3  | 3  | 3  |

Legenda:

Luogo: C = Casa; T = Trasferta. Risultato: V = Vittoria; N = Pareggio; P = Sconfitta.

### Statistiche dei giocatori
| Giocatore         | 3. Liga  | 3. Liga | 3. Liga     | 3. Liga    | Relegation 2. Bundesliga | Relegation 2. Bundesliga | Relegation 2. Bundesliga | Relegation 2. Bundesliga | Coppa di Germania | Coppa di Germania | Coppa di Germania | Coppa di Germania | Totale   | Totale | Totale      | Totale     |
| Giocatore         | Presenze | Reti    | Ammonizioni | Espulsioni | Presenze                 | Reti                     | Ammonizioni              | Espulsioni               | Presenze          | Reti              | Ammonizioni       | Espulsioni        | Presenze | Reti   | Ammonizioni | Espulsioni |
| ----------------- | -------- | ------- | ----------- | ---------- | ------------------------ | ------------------------ | ------------------------ | ------------------------ | ----------------- | ----------------- | ----------------- | ----------------- | -------- | ------ | ----------- | ---------- |
| S. Alibaz         | 31       | 4       | 3           | 0          | 2                        | 1                        | 0                        | 0                        | 1                 | 0                 | 0                 | 0                 | 34       | 5      | 3           | 0          |
| C. Bickel         | 3        | 0       | 1           | 0          | 0                        | 0                        | 0                        | 0                        | 0                 | 0                 | 0                 | 0                 | 3        | 0      | 1           | 0          |
| S. Binder         | 26       | 0       | 7           | 0          | 2                        | 0                        | 1                        | 0                        | 1                 | 0                 | 0                 | 0                 | 29       | 0      | 8           | 0          |
| B. Bussmann       | 0        | 0       | 0           | 0          | 0                        | 0                        | 0                        | 0                        | 0                 | 0                 | 0                 | 0                 | 0        | 0      | 0           | 0          |
| R. Dedola         | 11       | 0       | 0           | 0          | 0                        | 0                        | 0                        | 0                        | 0                 | 0                 | 0                 | 0                 | 11       | 0      | 0           | 0          |
| T. Erfen          | 9        | 0       | 1           | 1          | 1                        | 0                        | 0                        | 1                        | 0                 | 0                 | 0                 | 0                 | 10       | 0      | 1           | 2          |
| O. Hein           | 35       | 2       | 10          | 0          | 2                        | 1                        | 1                        | 0                        | 1                 | 0                 | 0                 | 0                 | 38       | 3      | 11          | 0          |
| M. Hofmann        | 37       | 0       | 2           | 1          | 2                        | 0                        | 0                        | 0                        | 1                 | 0                 | 0                 | 0                 | 40       | 0      | 2           | 1          |
| S. Hofmann        | 2        | 0       | 1           | 0          | 0                        | 0                        | 0                        | 0                        | 0                 | 0                 | 0                 | 0                 | 2        | 0      | 1           | 0          |
| Y. Kasal          | 11       | 0       | 4           | 0          | 0                        | 0                        | 0                        | 0                        | 1                 | 0                 | 0                 | 0                 | 12       | 0      | 4           | 0          |
| T. Kialka         | 14       | 0       | 3           | 0          | 2                        | 0                        | 0                        | 0                        | 0                 | 0                 | 0                 | 0                 | 16       | 0      | 3           | 0          |
| M. Klauß          | 30       | 9       | 4           | 0          | 2                        | 0                        | 0                        | 0                        | 1                 | 0                 | 1                 | 0                 | 33       | 9      | 5           | 0          |
| T. Kurz           | 29       | 6       | 4           | 2          | 1                        | 0                        | 1                        | 0                        | 1                 | 0                 | 0                 | 0                 | 31       | 6      | 5           | 2          |
| A. Laurito        | 36       | 6       | 5           | 0          | 2                        | 1                        | 1                        | 0                        | 1                 | 0                 | 0                 | 0                 | 39       | 7      | 6           | 0          |
| J. Müller         | 38       | 6       | 5           | 0          | 1                        | 0                        | 0                        | 1                        | 1                 | 0                 | 0                 | 0                 | 40       | 6      | 5           | 1          |
| S. Nachreiner     | 29       | 0       | 3           | 0          | 2                        | 0                        | 0                        | 0                        | 0                 | 0                 | 0                 | 0                 | 31       | 0      | 3           | 0          |
| M. Neunaber       | 33       | 1       | 3           | 0          | 2                        | 0                        | 1                        | 0                        | 0                 | 0                 | 0                 | 0                 | 35       | 1      | 4           | 0          |
| R. Philp          | 36       | 1       | 6           | 0          | 0                        | 0                        | 0                        | 0                        | 1                 | 0                 | 1                 | 0                 | 37       | 1      | 7           | 0          |
| A. Pillmeier      | 0        | 0       | 0           | 0          | 0                        | 0                        | 0                        | 0                        | 0                 | 0                 | 0                 | 0                 | 0        | 0      | 0           | 0          |
| R. Popa           | 1        | 0       | 0           | 0          | 0                        | 0                        | 0                        | 0                        | 0                 | 0                 | 0                 | 0                 | 1        | 0      | 0           | 0          |
| T. Schlauderer    | 26       | 2       | 4           | 0          | 2                        | 0                        | 0                        | 0                        | 0                 | 0                 | 0                 | 0                 | 28       | 2      | 4           | 0          |
| B. Schmid         | 4        | 0       | 0           | 0          | 0                        | 0                        | 0                        | 0                        | 0                 | 0                 | 0                 | 0                 | 4        | 0      | 0           | 0          |
| J. Schmid         | 16       | 0       | 1           | 0          | 0                        | 0                        | 0                        | 0                        | 1                 | 0                 | 0                 | 0                 | 17       | 0      | 1           | 0          |
| C. Schwander      | 0        | 0       | 0           | 0          | 0                        | 0                        | 0                        | 0                        | 0                 | 0                 | 0                 | 0                 | 0        | 0      | 0           | 0          |
| T. Schweinsteiger | 31       | 14      | 5           | 0          | 2                        | 0                        | 0                        | 0                        | 1                 | 1                 | 0                 | 0                 | 34       | 15     | 5           | 0          |
| M. Selimbegović   | 0        | 0       | 0           | 0          | 0                        | 0                        | 0                        | 0                        | 0                 | 0                 | 0                 | 0                 | 0        | 0      | 0           | 0          |
| M. Smarzoch       | 1        | 0       | 0           | 0          | 0                        | 0                        | 0                        | 0                        | 0                 | 0                 | 0                 | 0                 | 1        | 0      | 0           | 0          |
| M. Temür          | 25       | 3       | 7           | 0          | 1                        | 0                        | 0                        | 0                        | 1                 | 0                 | 0                 | 0                 | 27       | 3      | 7           | 0          |
| P. Wiegers        | 3        | 0       | 0           | 0          | 0                        | 0                        | 0                        | 0                        | 0                 | 0                 | 0                 | 0                 | 3        | 0      | 0           | 0          |
| P. Ziereis        | 7        | 0       | 1           | 0          | 2                        | 0                        | 1                        | 0                        | 1                 | 0                 | 0                 | 0                 | 10       | 0      | 2           | 0          |
| M. Zurawsky       | 6        | 0       | 0           | 0          | 0                        | 0                        | 0                        | 0                        | 0                 | 0                 | 0                 | 0                 | 6        | 0      | 0           | 0          |